# Marie-Laure Garnier
Pour les articles homonymes, voir Garnier.
Marie-Laure Garnier, née en 1990 à Kourou, en Guyane, est une soprano française, révélation artiste lyrique aux Victoires de la musique classique 2021.

## Biographie
Née en 1990 à Kourou, la jeune guyanaise a été sensibilisée dès la maternelle à la musique par des musiciens intervenants en milieu scolaire qui lui ont immédiatement donné envie de faire de la musique.
Elle a d'abord pratiqué le tambour local, associé à des chants traditionnels guyanais, puis s'est adonnée dès l'âge de 7 ans à la flûte traversière, l'orgue et le piano. Sa professeure Laure de Bressy l'encourage à postuler au Conservatoire à rayonnement régional de Paris. Elle s'y rend à l'âge de quatorze ans pour étudier la flute auprès de Madeleine Chassang. Pendant ses études de flûte, on détecte son potentiel vocal, elle postule et entre à la maitrise de Paris. Puis, en 2009, à l'âge de 19 ans, elle décide de se consacrer pleinement au chant et intègre la classe de Malcolm Walker au Conservatoire national supérieur de musique et de danse de Paris (CNSMDP).
Elle y obtient en sept ans un prix de chant, un master de musique de chambre et son diplôme d'artiste interprète. En 2013, elle est nommée Révélation lyrique ADAMI en 2013, est lauréate de plusieurs concours, notamment de la Fondation Cziffra en 2015. Au Concours Nadia et Lili Boulanger 2017, elle remporte le prix de la Mélodie française aux côtés de la pianiste Célia Oneto Bensaid, rencontrée lors de ses études. Ensemble, elles forment un duo solide et reconnu. Elle est également nommée Lauréate de l’Académie Orsay-Royaumont et Lauréate HSBC du Festival lyrique d’Aix-en-Provence en 2018,.
Elle est révélation artiste lyrique aux Victoires de la musique classique 2021.
Deux ans auparavant, en 2019, elle remporte le Grand Prix de la première édition du concours Voix des Outre-mer. Elle reçoit le prix de la révélation musicale du Syndicat de la Critique en 2022.
Lors de ses études, Marie-Laure Garnier s’est distinguée dans le rôle de La Cantatrice dans Reigen de Philippe Boesmans au Conservatoire National de Paris. Et c’est au Théâtre du Capitole de Toulouse qu’elle fait ses débuts dans les rôles de Gerhilde (Die Walküre, Wagner – sous la direction Claus Peter-Flor), Ygraine (Ariane et Barbe bleue, Dukas – sous la direction de Pascal Rophé) ou la Cinquième servante (Elektra, Strauss – sous la direction de Frank Beermann).
Elle enregistre sur disque « Le Promenoir des amants » (Collection Académie Orsay-Royaumont), puis « Les Chants de l’âme » d’Olivier Greif, parus chez le label B.Records.
Pour le traditionnel concert donné au Champ-de-Mars à l'occasion de la Fête nationale, elle est choisie pour chanter la Marseillaise le 14 juillet 2023 accompagnée par la Maîtrise de Radio France. L'année précédente elle participe au concert et à l'enregistrement du disque Gloire immortelle à l'Opéra Royal de Versailles sous la direction d'Hervé Niquet avec l'orchestre symphonique de la Garde Républicaine et y interprète la version intégrale de la Marseillaise avec le ténor Sébastien Guèze et le choeur de l'Opéra Royal, le choeur Rameau et le choeur de l'Armée Française.
En novembre 2023, sur la scène du Bateau Feu à Dunkerque, elle incarne l'Ange Damielle, le rôle principal de la Création Mondiale 'Les Ailes du désir', un opéra composé par Othman Louati sur un livret de Gwendoline Soublin d'après le célèbre film de Wim Wenders.

## Prix
- 2013 : Révélation classique de l'ADAMI[12]
- 2014 : Lauréate du Concours International de chant de Mâcon
- 2015 : Lauréate de la Fondation Cziffra
- 2017 : Prix de la mélodie au concours Nadia et Lili Boulanger en duo avec Célia Oneto Bensaid[13]
- 2018 : Lauréate HSBC au Festival d’Aix-en-Provence
- 2018/2019 : Lauréate de l'Académie Orsay-Royaumont en duo avec Célia Oneto Bensaid[14]
- 2019 : Première lauréate du Concours Voix des Outre-Mer
- 2021 : Révélation artiste lyrique aux Victoires de la musique classique
- 2022 : Révélation musicale par le Syndicat professionnel de la critique de théâtre, de musique et de danse[15].

## Décoration
- Médaille d'honneur de l'engagement ultramarin, échelon argent (2024)[16]

## Rôles
- La Cantatrice dans Reigen de Boesmans en 2015
- Gerhilde dans La Walkyrie de Wagner (janvier 2018)
- Tosca dans Tosca de Puccini - 2018 et 2025
- Ygraine dans Ariane et Barbe-Bleue de Paul Dukas (avec Sophie Koch en 2019)
- Mère Marie de l'Incarnation dans Le Dialogue des Carmélites de Poulenc en 2021
- Junon dans Platée de Rameau en 2022
- Chœur Féminin Le viol de Lucrèce de Britten en 2023
- Damielle dans Les ailes du désir d'Othman Louati (d'après le célèbre film de Wim Wenders) en 2023 et 2024
- Geneviève dans Pelléas et Mélisande de Claude Debussy en 2024
- Carmen dans Carmen de Georges Bizet en 2024 et 2025
- Venus dans Orphée aux enfers de Jacques Offenbach en 2025

## Discographie
- "Le promenoir des amants" chez B Records - 2018 - Collection Orsay Royaumont Live - Mélodies de Caplet, lieder de Schubert et Zemlinsky avec Célia Oneto Bensaid [17]
- "Les Chants de l'Âme"  chez B Records - 2020 - Collection Deauville Live - Mélodies de Olivier Greif et Thierry Escaich avec Philippe Hattat et Yan Levionnois[18]
- "Alexandre Dumas et la musique" chez Alpha Classics - 2020 - Mélodies avec Karine Deshayes, Kaelig Boché, Raphael Jouan et Alphonse Cemin[19]
- "Après Tristan" chez B Records - 2021 - Collection Miroirs Etendus Live - Lieder de Wagner avec l'ensemble Miroirs Etendus sous la direction de Fiona Monbet et Mélodies de Debussy avec Romain Louveau [20]
- "Songs of Hope" chez NoMadMusic - 2022 - Mélodies françaises et Negro-spirituals avec Célia Oneto Bensaid[21]
- "Charlotte Sohy, Compositrice de la Belle Epoque"  chez La Boîte à Pépites - 2022 - Mélodies de Charlotte Sohy avec Célia Oneto Bensaid[22]
- "Chants nostalgiques"  chez B.Records - 2023 - Collection Estran Live - Mélodies d'Ernest Chausson, Gabriel Fauré et Charlotte Sohy avec Célia Oneto-Bensaid et le Quatuor Hanson[23]
- "Jeanne Leleu : une consécration éclatante - Vol.1: Musique de chambre et Mélodies" - 2024 - Production La Boîte à Pépites  - Six sonnets de Michel-Ange avec La Fronde, quatuor pour piano et cordes[24].